# 插戴婆
插戴婆是中國明清時代的一種職業，由於明清時期，上層婦女頭頂上的裝飾（當時稱作頭面）日漸繁複，在出門時尤其必須要將大量的插戴物品（包括簪、釵、挑心、鈿、箍等）裝飾在頭上，對一般人來說甚為困難，因此逐漸產生了專門幫忙作插戴工作的插戴婆，由中下階層女性從事該項工作。
明代的筆記小說《留青日札》對此項職業有較明確的記載：「富貴大家婦女赴人筵席，金玉珠首飾甚多，自不能簪妝，則專雇此輩…即一插帶，頃刻費錢二三錢。」